# ボネール島の旗

旗の縦横比は2:3

ボネール島の旗（ボネールとうのはた）はカリブ海にあるオランダ領の特別自治体（旧オランダ領アンティル）、ボネール島の公式な旗である。1981年12月11日に制定された。
オランダ王室に敬意を表してオランダの国旗と同じ赤・白・青のトリコロールを使用し、左上にカリブ海の陽光を表す黄色を配している。赤い六芒星はボネール島内にある6つの地域の団結を、その六芒星を囲む黒い円は世界中の海に繋がっているコンパスを表している。